# Si(Li)-Detektor
Ein Si(Li)-Detektor (gesprochen „Silly-Detektor“, von engl. lithium-drifted silicon detektor, dt. Lithium-gedrifteter Siliziumdetektor) ist ein spezieller Strahlungsdetektor auf Basis eines mit Lithium (Li) dotierten Siliziumkristalls (Si). Der Halbleiterdetektor wird unter anderem in Röntgenspektrometern zur energiedispersiven (EDX) und wellenlängendispersiven Röntgenspektroskopie  (WDX) eingesetzt.
Neben Si(Li)-Detektoren existieren auch ähnlich aufgebaute Ge(Li)-Detektoren, die einen Lithium dotierten Germaniumkristall nutzen.

## Aufbau und Herstellung

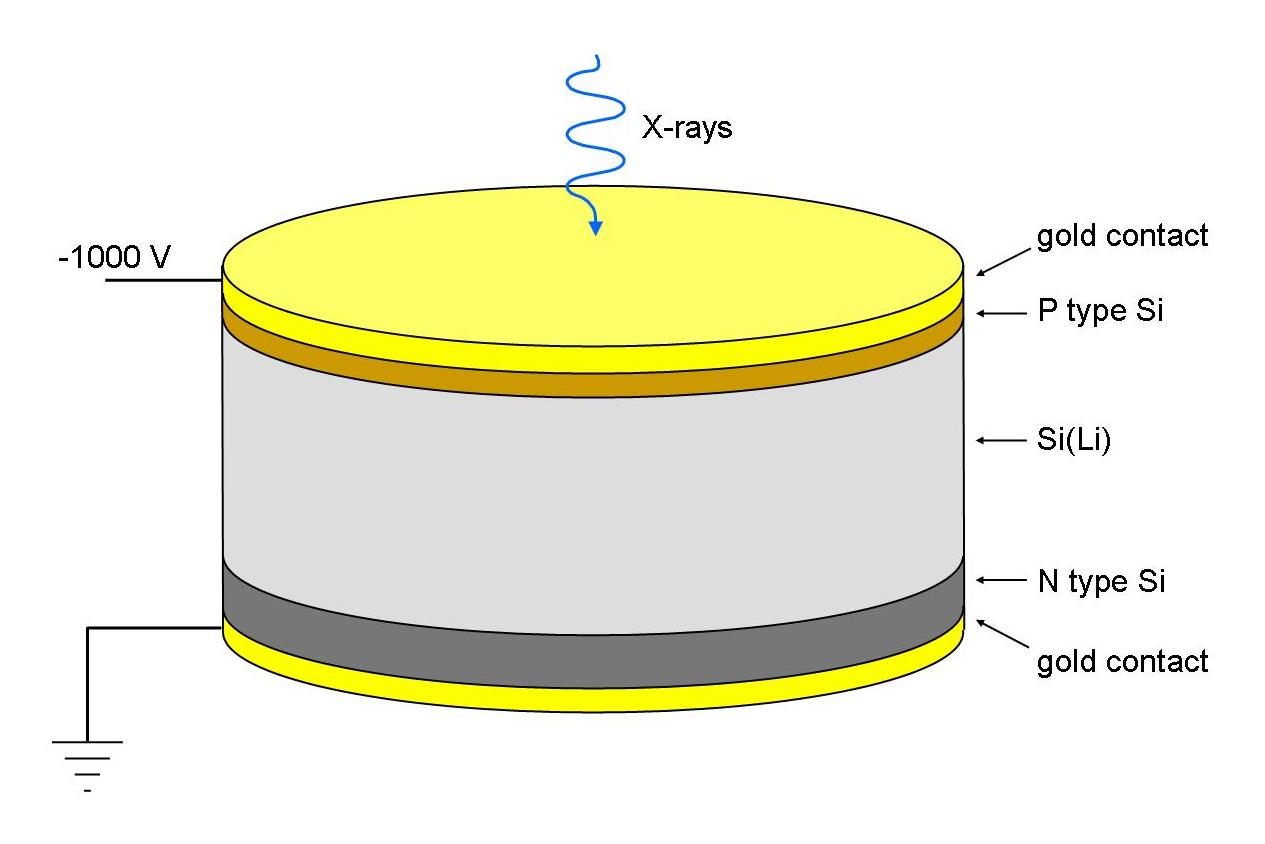
Schema eines Si(Li)-Detektors

Das Dotierungsprofil entspricht dabei dem einer pin-Diode, das heißt, die p- und n-dotierten Bereiche nach den Kontaktelektroden sind durch einen deutlich größeren quasi-intrinsischen leitfähigen Bereich getrennt. Die Herstellung eines solchen Si(Li)-Kristalls erfolgt durch die Dotierung eines nach der Herstellung p-dotierten Siliziumkristalls von einigen Millimetern Dicke mit Lithium.
Dabei wird ein großes p-dotiertes Volumen durch die eindiffundierten Lithiumatome kompensiert, so dass eine quasi-intrinsisch leitfähige Zone entsteht, die typischerweise 3 mm bis 6 mm (max. 15 mm) dick ist.
An der Rückseite ist die Lithium-Konzentration erhöht und es bildet sich einen hochdotierten n-leitfähigen Bereich (n+-Bereich) der in der Regel mit Gold beschichtet wird (der Rückseitenkontakt). Die nicht-kompensierte p-dotierte Seite wird entweder mit einem Metall oder einer dünnen, hochdotierten p-leitfähigen Schicht kontaktiert.

## Funktionsweise
Die Röntgenphotonen werden im ladungsfreien zentralen Bereich des Kristalls absorbiert und die entstehenden Elektron-Loch-Paare mithilfe einer von außen angelegten elektrischen Spannung von 300 bis 1000 V getrennt. Die Ladungsträger driften aufgrund der Potentialunterschieds durch das Detektormaterial, werden an den Kontaktelektroden abgegriffen und zu einer Verstärkerschaltung (Vorverstärker direkt am Kristall und ein Hauptverstärker) geleitet. Da die Anzahl der Elektron-Loch-Paare proportional zur absorbierten ionisierenden Strahlung ist und für die Erzeugung jedes Paars im Schnitt 3,6 eV benötigt werden, ist die gemessene Ladung an den Elektroden proportional zur einfallenden Energie.

## Vor- und Nachteile
Si(Li)-Detektoren zeichnen sich im Allgemeinen durch eine höhere Quantenausbeute und eine bessere Proportionalität aus.
Der messbare Spektralbereich reicht von wenigen hundert Elektronenvolt (eV) bis zu 40 keV. Die spektrale Auflösung kommerzieller Geräte im Bereich von 6 keV liegt bei ungefähr 135 eV.
Um das Rauschen des Detektors niedrig zu halten und die Diffusion der Lithiumatome aufgrund des angelegten elektrischen Feldes zu vermeiden, ist es notwendig, den Si(Li)-Kristall und den Vorverstärker zu kühlen, meist mithilfe von flüssigem Stickstoff. Der dafür verwendete Stickstoff-Kryostat ist mit einem dünnen Strahleneintrittsfenster versehen, welches den empfindlichen Detektorbereich von der Umgebungsatmosphäre trennt und eine gute Transmission für die interessierende Strahlung gewährleistet.
Als Fenstermaterial diente früher ein ca. 7 µm dickes Beryllium-Stück. Da solche Beryllium-Fenster die Strahlung unterhalb von 2 keV merklich und unter 1 keV fast vollständig absorbiert, führte die damit verbundene Intensitätsschwächung der einfallenden Strahlung in diesem Spektralbereich zu einem niedrigeren Signal-Rausch-Verhältnis sowie zu einem eingeschränkten nutzbaren Spektralbereich bzw. Einschränkungen bei den nachweisbaren Elementen (beispielsweise liegt die K-Kante von Bor bei 192 eV). Aus diesem Grund wurde nach alternativen Materialien geforscht, die sowohl atmosphärischem Druck widerstehen können als auch die Messung im Bereich unterhalb von 1 keV ermögliche. So wurden unter anderem Detektoren mit Fenstern aus Diamant, Bornitrid oder Siliciumnitrid sowie dünnen Polymerfolie, beispielsweise aus Mylar entwickelt. Da die Schichtdicken nur 300 nm und kleiner betragen werden diese Detektoren auch als UTW- bzw. SUTW-Detektoren (von engl. (super) ultra thin window, dt. sehr dünne Fenster) bezeichnet.
Fensterlose und UTW-Si(Li)-Detektoren absorbieren Röntgenstrahlung im Bereich 2 bis 20 keV näherungsweise zu 100 %, das heißt, sie sind in diesem Spektralbereich sehr empfindlich. Bei höheren Energien als 20 keV zeigen Si(Li)-Detektoren jedoch einen deutlich Effizienzabfall, das heißt im Verhältnis detektierte Strahlung zu einfallender Strahlung. Röntgenphotonen dieser Energie können das Detektormaterial zunehmend durchqueren ohne Elektronen-Loch-Paare zu erzeugen. Eine Alternative für diesen Spektralbereich sind intrinsische, hochreine Germaniumdetektoren (HP-Ge-Detektor, von engl. high-purity germanium detector).